# اشدلق سفلی
اشدلق سفلی یکی از روستاهای استان آذربایجان شرقی است که در دهستان مهران‌رود مرکزی بخش مرکزی شهرستان بستان‌آباد واقع شده‌است.از روستای اشتلق با نام "اشدلق" در کتاب وقف نامه ربع رشیدی نوشته رشیدالدین فضل اله همدانی (قرن هفتم هجری ) نام برده شده ودر ردیف شماره ۲۱ صورت موقوفات ربع رشیدی چنین آمده است:" قریه اشدلق ناحیت مهرانرود از توابع مدینه تبریز ، حدود آن متصل است به اراضی کلوانق علیا و به اراضی قریه واعدان و به اراضی قریه کجل آباد و به موضع شوره دره با توابع و لواحق." [۱]